# 新布拉瑟區

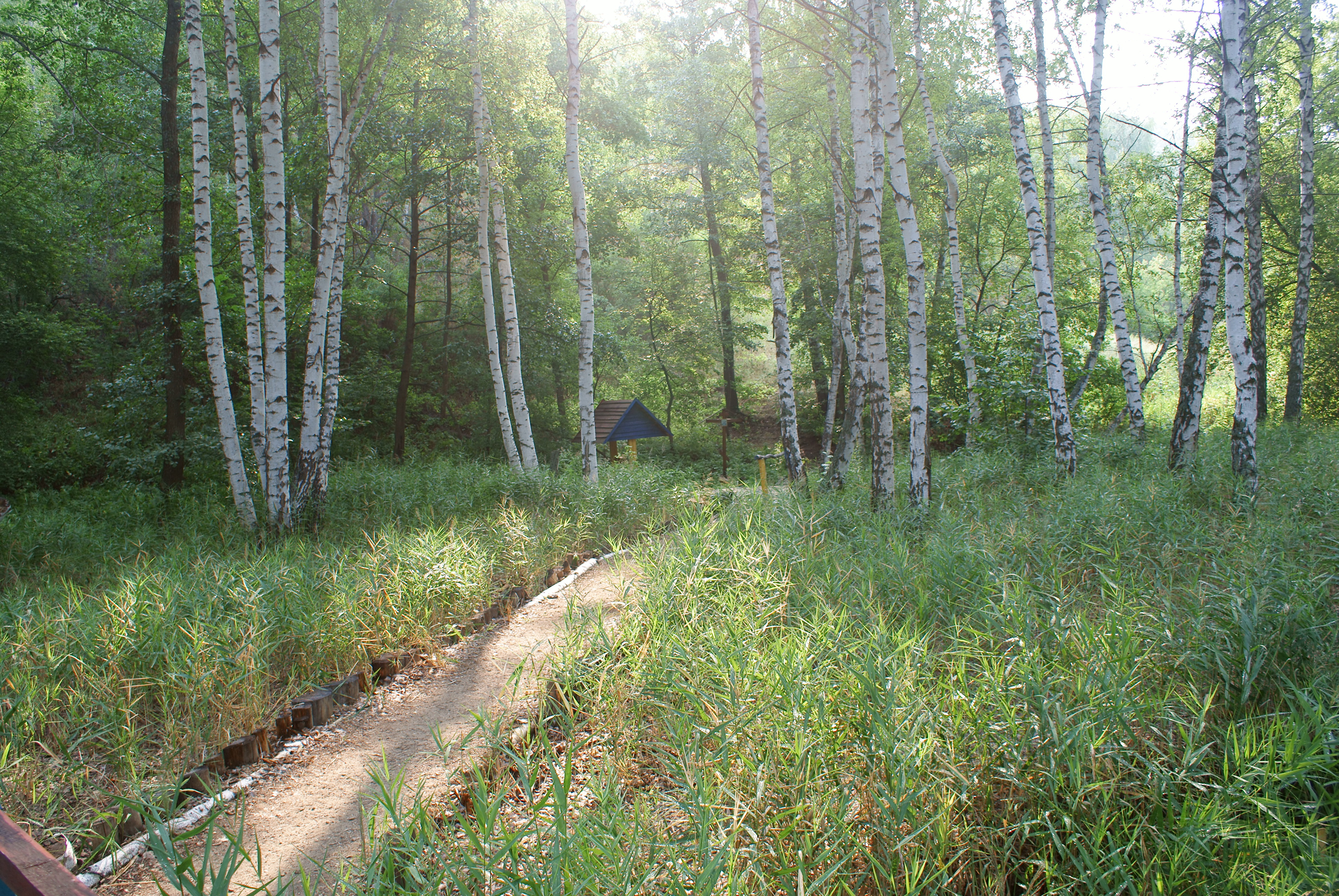

52°07′51″N 46°04′44″E / 52.13083°N 46.07889°E
新布拉瑟區（俄语：Новобурасский район），是俄羅斯的一個區，位於該國西南部，由薩拉托夫州負責管轄，面積1,700平方公里，2010年人口16,359，人口密度每平方公里9.62人。